# Tratado de Pasto
El Tratado de Pasto fue un acuerdo firmado en dos documentos en la ciudad de Pasto el 8 de diciembre de 1832 entre los plenipotenciarios de la Nueva Granada (hoy Colombia), José María Obando y Joaquín Posada Gutiérrez, y del Ecuador, Pedro José de Arteta. Este tratado tenía como objetivo terminar las diferencias sobre sus límites comunes, establecer sus relaciones mutuas, y facilitar la reunión de una asamblea de representantes de los tres Estados que surgieron tras la disolución de la Gran Colombia para resolver sus problemas comunes. Fue aprobado por el congreso neogranadino el 29 de diciembre del mismo año, y por parte de la convención nacional ecuatoriana el 19 de enero de 1835.
La firma de este acuerdo se produjo tras el estallido de la Guerra del Cauca, en la cual los estados de la Nueva Granada y del Ecuador se enfrentaron por la soberanía de las provincias de Pasto, Popayán y Buenaventura, reclamadas por ambas naciones tras el rompimiento de la Gran Colombia. El tratado definía, además de las condiciones del fin de la guerra y del reanudamiento de las relaciones exteriores entre ambas naciones, que la frontera se encontraba en el río Carchi el cual separaba la provincia de Pasto de la de Imbabura.

## Artículos del Tratado
El Tratado de Paz, Amistad y Alianza entre la Nueva Granada y Ecuador consta de 15 artículos.
El contenido de los artículo se pueden resumir como sigue:
- Los Estados de la Nueva Granada y del Ecuador se reconocen reciprocamente como Estados soberanos é independientes y se estipula que sus límites son los mismos señalados en el artículo 22 de la Ley de Colombia del 25 de junio de 1824, quedando por consiguiente incorporadas a la Nueva Granada las provincias de Pasto y la Buenaventura, y al Ecuador los pueblos que están al sur del río Carchi.
- El Estado de la Nueva Granada no podrá admitir pueblos que, separandose de hecho del Estado del Ecuador, quieran agregarse á la Nueva Granada, ni el Estado del Ecuador podrá admitir pueblos que, separandose de hecho del Estado de la Nueva Granada, quieran agregarse al Ecuador.
- Los Estados de la Nueva Granada y el Ecuador contraen un pacto de defensa común, ofreciendo socorrerse mutuamente.
- La Nueva Granada y el Ecuador pagarán la parte de la deuda doméstica y extranjera que les correspondan proporcionalmente, como partes integrantes que han sido de la República de Colombia
- Ambas partes se comprometen a conservar fielmente los tratados públicos celebrados por el gobierno de la República de Colombia en las naciones extranjeras.
- Ninguna persona que resida en las provincias de Pasto y la Buenaventura, podrá ser molestada en manera alguna por las opiniones que haya manifestado á favor del Ecuador, ó por haberse servido á su gobierno o sostenido su causa, ya sea con armas o sin ellas.

Adicionalmente, se convino un Acta Adicional que consta de 3 artículos. Una transcripción íntegra del Tratado Adicional se encuentra en Wikisource. En esta se acuerda que la definición de la soberanía de los cantones de Tola y Tumaco, que ambos Estados reclamaban, sería estudiada por los dos gobiernos.